# شورش (فیلم ۲۰۰۹)
«شورش» (انگلیسی: Rebellion (2009 film)) فیلمی در ژانر اکشن است که در سال ۲۰۰۹ منتشر شد.